# Tunesië op de Olympische Zomerspelen 2020
Tunesië nam deel aan de Olympische Zomerspelen 2020 in Tokio, Japan.

## Medailleoverzicht
| Medaille | Naam                    | Sport     | Onderdeel           | Datum   |
| -------- | ----------------------- | --------- | ------------------- | ------- |
| Goud     | Ahmed Hafnaoui          | Zwemmen   | 400m vrije slag (m) | 25 juli |
|          |                         |           |                     |         |
| Zilver   | Mohamed Khalil Jendoubi | Taekwondo | -58kg (m)           | 24 juli |

## Atleten
Hieronder volgt een overzicht van de atleten die zich reeds hebben verzekerd van deelname aan de Olympische Zomerspelen 2020.
| sport         | mannen | vrouwen | totaal |
| ------------- | ------ | ------- | ------ |
| Atletiek      | 2      | 1       | 3      |
| Boksen        | 0      | 2       | 2      |
| Boogschieten  | 1      | 1       | 2      |
| Gewichtheffen | 3      | 2       | 5      |
| Judo          | 0      | 3       | 3      |
| Kanovaren     | 2      | 2       | 4      |
| Roeien        | 0      | 2       | 2      |
| Schermen      | 2      | 6       | 8      |
| Schietsport   | 1      | 1       | 2      |
| Taekwondo     | 1      | 0       | 1      |
| Tafeltennis   | 1      | 1       | 2      |
| Tennis        | 0      | 1       | 1      |
| Volleybal     | 12     | 0       | 12     |
| Worstelen     | 6      | 4       | 10     |
| Zeilen        | 1      | 3       | 4      |
| Zwemmen       | 2      | 0       | 2      |
| totaal        | 34     | 29      | 63     |

## Deelnemers en resultaten

### Atletiek
Mannen
Loopnummers
| atleet               | onderdeel    | series     | series | kwartfinale | kwartfinale | halve finale   | halve finale   | finale         | finale         |
| atleet               | onderdeel    | tijd       | rang   | tijd        | rang        | tijd           | rang           | tijd           | rang           |
| -------------------- | ------------ | ---------- | ------ | ----------- | ----------- | -------------- | -------------- | -------------- | -------------- |
| Abdessalem Ayouni    | 800 m        | 1.45,73 SB | 3 Q    | n.v.t.      | n.v.t.      | 1.44,99 NR     | 6              | niet geplaatst | niet geplaatst |
| Mohamed Amine Touati | 400 m horden | 50,58      | 6      | n.v.t.      | n.v.t.      | niet geplaatst | niet geplaatst | niet geplaatst | niet geplaatst |

Vrouwen
Loopnummers
| atleet          | onderdeel           | series     | series | kwartfinale | kwartfinale | halve finale | halve finale | finale         | finale         |
| atleet          | onderdeel           | tijd       | rang   | tijd        | rang        | tijd         | rang         | tijd           | rang           |
| --------------- | ------------------- | ---------- | ------ | ----------- | ----------- | ------------ | ------------ | -------------- | -------------- |
| Marwa Bouzayani | 3000 m steeplechase | 9.31,25 PR | 6      | n.v.t.      | n.v.t.      | n.v.t.       | n.v.t.       | niet geplaatst | niet geplaatst |

### Boksen
Vrouwen
| atlete         | onderdeel    | eerste ronde           | tweede ronde           | kwartfinale            | halve finale           | finale                 | finale         |
| atlete         | onderdeel    | tegenstander resultaat | tegenstander resultaat | tegenstander resultaat | tegenstander resultaat | tegenstander resultaat | rang           |
| -------------- | ------------ | ---------------------- | ---------------------- | ---------------------- | ---------------------- | ---------------------- | -------------- |
| Khouloud Hlimi | vedergewicht | bye                    | Irie V 0 - 5           | niet geplaatst         | niet geplaatst         | niet geplaatst         | niet geplaatst |
| Mariem Homrani | lichtgewicht | bye                    | Khelif V 0 - 5         | niet geplaatst         | niet geplaatst         | niet geplaatst         | niet geplaatst |

### Boogschieten
Mannen
| atleet         | onderdeel   | plaatsingsronde | plaatsingsronde | eerste ronde         | tweede ronde         | derde ronde          | kwartfinale          | halve finale         | finale / BM          | finale / BM |
| atleet         | onderdeel   | score           | rang            | tegenstander uitslag | tegenstander uitslag | tegenstander uitslag | tegenstander uitslag | tegenstander uitslag | tegenstander uitslag | rang        |
| -------------- | ----------- | --------------- | --------------- | -------------------- | -------------------- | -------------------- | -------------------- | -------------------- | -------------------- | ----------- |
| Mohamed Hammed | individueel | 631             | 62              | Oh J-h V 0 – 6       | niet geplaatst       | niet geplaatst       | niet geplaatst       | niet geplaatst       | niet geplaatst       | 33          |

Vrouwen
| atleet        | onderdeel   | plaatsingsronde | plaatsingsronde | eerste ronde         | tweede ronde         | derde ronde          | kwartfinale          | halve finale         | finale / BM          | finale / BM |
| atleet        | onderdeel   | score           | rang            | tegenstander uitslag | tegenstander uitslag | tegenstander uitslag | tegenstander uitslag | tegenstander uitslag | tegenstander uitslag | rang        |
| ------------- | ----------- | --------------- | --------------- | -------------------- | -------------------- | -------------------- | -------------------- | -------------------- | -------------------- | ----------- |
| Rihab Elwalid | individueel | 609             | 59              | A Román V 2 – 6      | niet geplaatst       | niet geplaatst       | niet geplaatst       | niet geplaatst       | niet geplaatst       | 33          |

Gemengd
| atlete                       | onderdeel | plaatsingsronde | plaatsingsronde | eerste ronde         | kwartfinale          | halve finale         | finale / BM          | finale / BM    |
| atlete                       | onderdeel | score           | rang            | tegenstander uitslag | tegenstander uitslag | tegenstander uitslag | tegenstander uitslag | rang           |
| ---------------------------- | --------- | --------------- | --------------- | -------------------- | -------------------- | -------------------- | -------------------- | -------------- |
| Mohamed Hammed Rihab Elwalid | team      | 1240            | 28              | niet geplaatst       | niet geplaatst       | niet geplaatst       | niet geplaatst       | niet geplaatst |

### Gewichtheffen
Mannen
| atlete         | onderdeel | trekken | trekken | stoten | stoten | totaal | rang |
| atlete         | onderdeel | score   | rang    | score  | rang   | totaal | rang |
| -------------- | --------- | ------- | ------- | ------ | ------ | ------ | ---- |
| Karem Ben Hnia | -73 kg    | 153     | 5       | 185    | 6      | 338    | 6    |
| Ramzi Bahloul  | -81 kg    | 136     | 14      | 164    | 12     | 300    | 12   |
| Aymen Bacha    | -109 kg   | 177     | 9       | 211    | 9      | 388    | 9    |

Vrouwen
| atlete          | onderdeel | trekken | trekken | stoten | stoten | totaal | rang |
| atlete          | onderdeel | score   | rang    | score  | rang   | totaal | rang |
| --------------- | --------- | ------- | ------- | ------ | ------ | ------ | ---- |
| Nouha Landoulsi | -55 kg    | 88      | 8       | 108    | 8      | 196    | 8    |
| Chaima Rahmouni | -64 kg    | 91      | 12      | 111    | DNF    | DNF    | DNF  |

### Judo
Vrouwen
| atlete            | onderdeel | eerste ronde         | tweede ronde         | derde ronde          | kwartfinale          | halve finale         | herkansing           | finale / BM          | finale / BM    |
| atlete            | onderdeel | tegenstander uitslag | tegenstander uitslag | tegenstander uitslag | tegenstander uitslag | tegenstander uitslag | tegenstander uitslag | tegenstander uitslag | rang           |
| ----------------- | --------- | -------------------- | -------------------- | -------------------- | -------------------- | -------------------- | -------------------- | -------------------- | -------------- |
| Ghofran Khelifi   | −57 kg    | n.v.t.               | Ilieva V 00-10       | niet geplaatst       | niet geplaatst       | niet geplaatst       | niet geplaatst       | niet geplaatst       | niet geplaatst |
| Nihel Landolsi    | −70 kg    | n.v.t.               | Bernholm V 00-10     | niet geplaatst       | niet geplaatst       | niet geplaatst       | niet geplaatst       | niet geplaatst       | niet geplaatst |
| Nihal Chikhrouhou | +78 kg    | n.v.t.               | Adlington W 10-00    | Xu S V 00-10         | niet geplaatst       | niet geplaatst       | niet geplaatst       | niet geplaatst       | niet geplaatst |

### Kanovaren

#### Sprint
Mannen
| atleet             | onderdeel  | series   | series | kwartfinale | kwartfinale | halve finale   | halve finale   | finale         | finale         |
| atleet             | onderdeel  | tijd     | rang   | tijd        | rang        | tijd           | rang           | tijd           | rang           |
| ------------------ | ---------- | -------- | ------ | ----------- | ----------- | -------------- | -------------- | -------------- | -------------- |
| Ghailene Khattali  | C-1 1000 m | 4.39,791 | 6 KF   | 4.35,417    | 7           | niet geplaatst | niet geplaatst | niet geplaatst | niet geplaatst |
| Mohamed Ali Mrabet | K-1 1000 m | 4.02,148 | 5 KF   | 3.56,325    | 5           | niet geplaatst | niet geplaatst | niet geplaatst | niet geplaatst |

Vrouwen
| atlete                        | onderdeel | series   | series | kwartfinale | kwartfinale | halve finale   | halve finale   | finale         | finale         |
| atlete                        | onderdeel | tijd     | rang   | tijd        | rang        | tijd           | rang           | tijd           | rang           |
| ----------------------------- | --------- | -------- | ------ | ----------- | ----------- | -------------- | -------------- | -------------- | -------------- |
| Khaoula Sassi                 | K-1 200 m | 45,101   | 5 KF   | 45,809      | 6           | niet geplaatst | niet geplaatst | niet geplaatst | niet geplaatst |
| Afef Ben Ismail Khaoula Sassi | K-2 500 m | 2.05,770 | 5 KF   | 2.10,979    | 6           | niet geplaatst | niet geplaatst | niet geplaatst | niet geplaatst |

### Roeien
Vrouwen
| atlete                              | onderdeel          | series  | series | herkansingen | herkansingen | kwartfinale | kwartfinale | halve finale | halve finale | finale  | finale |
| atlete                              | onderdeel          | tijd    | rang   | tijd         | rang         | tijd        | rang        | tijd         | rang         | tijd    | rang   |
| ----------------------------------- | ------------------ | ------- | ------ | ------------ | ------------ | ----------- | ----------- | ------------ | ------------ | ------- | ------ |
| Nour El-Houda Ettaieb Khadija Krimi | lichte dubbel-twee | 7.39,61 | 5 H    | 7.54,95      | 5 FC         | n.v.t.      | n.v.t.      | n.v.t.       | n.v.t.       | 7.22,25 | 16     |

Legenda: FA=finale A (medailles); FB=finale B (geen medailles); FC=finale C (geen medailles); FD=finale D (geen medailles); FE=finale E (geen medailles); FF=finale F (geen medailles); HA/B=halve finale A/B; HC/D=halve finale C/D; HE/F=halve finale E/F; KF=kwartfinale; H=herkansing

### Schermen
Mannen
| atleet          | onderdeel | eerste ronde         | tweede ronde         | derde ronde          | kwartfinale          | halve finale         | finale / BM          | finale / BM    |
| atleet          | onderdeel | tegenstander uitslag | tegenstander uitslag | tegenstander uitslag | tegenstander uitslag | tegenstander uitslag | tegenstander uitslag | rang           |
| --------------- | --------- | -------------------- | -------------------- | -------------------- | -------------------- | -------------------- | -------------------- | -------------- |
| Mohamed Samandi | floret    | bye                  | Shikine V 4 - 15     | niet geplaatst       | niet geplaatst       | niet geplaatst       | niet geplaatst       | niet geplaatst |
| Farès Ferjani   | sabel     | bye                  | Berrè V 10 - 15      | niet geplaatst       | niet geplaatst       | niet geplaatst       | niet geplaatst       | niet geplaatst |

Vrouwen
| atlete                                                          | onderdeel  | eerste ronde          | tweede ronde           | derde ronde          | kwartfinale          | halve finale         | finale / BM          | finale / BM    |
| atlete                                                          | onderdeel  | tegenstander uitslag  | tegenstander uitslag   | tegenstander uitslag | tegenstander uitslag | tegenstander uitslag | tegenstander uitslag | rang           |
| --------------------------------------------------------------- | ---------- | --------------------- | ---------------------- | -------------------- | -------------------- | -------------------- | -------------------- | -------------- |
| Sarra Besbes                                                    | degen      | bye                   | Isola V 12 - 15        | niet geplaatst       | niet geplaatst       | niet geplaatst       | niet geplaatst       | niet geplaatst |
| Inès Boubakri                                                   | floret     | bye                   | Korobeynikova V 3 - 15 | niet geplaatst       | niet geplaatst       | niet geplaatst       | niet geplaatst       | niet geplaatst |
| Nadia Ben Azizi                                                 | sabel      | Bhavani Devi V 3 - 15 | niet geplaatst         | niet geplaatst       | niet geplaatst       | niet geplaatst       | niet geplaatst       | niet geplaatst |
| Amira Ben Chaabane                                              | sabel      | bye                   | Pusztai V 12 - 15      | niet geplaatst       | niet geplaatst       | niet geplaatst       | niet geplaatst       | niet geplaatst |
| Yasmine Daghfous                                                | sabel      | Katona V 6 - 15       | niet geplaatst         | niet geplaatst       | niet geplaatst       | niet geplaatst       | niet geplaatst       | niet geplaatst |
| Nadia Ben Azizi Amira Ben Chaabane Yasmine Daghfous Olfa Hezami | team sabel | n.v.t.                | n.v.t.                 | bye                  | Japan V 29 - 45      | niet geplaatst       | niet geplaatst       | niet geplaatst |

### Schietsport
Mannen
| atleet            | onderdeel         | kwalificatie | kwalificatie | finale         | finale         |
| atleet            | onderdeel         | punten       | rang         | punten         | rang           |
| ----------------- | ----------------- | ------------ | ------------ | -------------- | -------------- |
| Clément Bessaguet | 10 m luchtpistool | 563          | 34           | niet geplaatst | niet geplaatst |

Vrouwen
| atlete      | onderdeel         | kwalificatie | kwalificatie | finale         | finale         |
| atlete      | onderdeel         | punten       | rang         | punten         | rang           |
| ----------- | ----------------- | ------------ | ------------ | -------------- | -------------- |
| Olfa Charni | 10 m luchtpistool | 570          | 25           | niet geplaatst | niet geplaatst |
| Olfa Charni | 25 m pistool      | 569          | 39           | niet geplaatst | niet geplaatst |

Gemengd
| atlete                     | onderdeel              | kwalificatie 1 | kwalificatie 1 | kwalificatie 2 | kwalificatie 2 | finale         | finale         |
| atlete                     | onderdeel              | punten         | rang           | punten         | rang           | punten         | rang           |
| -------------------------- | ---------------------- | -------------- | -------------- | -------------- | -------------- | -------------- | -------------- |
| Ala Al-Othmani Olfa Charni | 10 m luchtpistool team | 561            | 19             | niet geplaatst | niet geplaatst | niet geplaatst | niet geplaatst |

### Taekwondo
Mannen
| atleet                  | onderdeel | eerste ronde         | kwartfinale          | halve finale         | herkansing           | finale / BM           | finale / BM |
| atleet                  | onderdeel | tegenstander uitslag | tegenstander uitslag | tegenstander uitslag | tegenstander uitslag | tegenstander uitslag  | rang        |
| ----------------------- | --------- | -------------------- | -------------------- | -------------------- | -------------------- | --------------------- | ----------- |
| Mohamed Khalil Jendoubi | -58 kg    | Artamonov W 25 - 18  | Demse W 32 - 9       | Jang J W 25 - 19     | bye                  | Dell'Aquila V 12 - 16 | Zilver      |

### Tafeltennis
Mannen
| atlete    | onderdeel | voorronde            | eerste ronde         | tweede ronde         | derde ronde          | vierde ronde         | kwartfinale          | halve finale         | finale / BM          | finale / BM    |
| atlete    | onderdeel | tegenstander uitslag | tegenstander uitslag | tegenstander uitslag | tegenstander uitslag | tegenstander uitslag | tegenstander uitslag | tegenstander uitslag | tegenstander uitslag | rang           |
| --------- | --------- | -------------------- | -------------------- | -------------------- | -------------------- | -------------------- | -------------------- | -------------------- | -------------------- | -------------- |
| Adem Hmam | enkelspel | bye                  | Lei V 0 - 4          | niet geplaatst       | niet geplaatst       | niet geplaatst       | niet geplaatst       | niet geplaatst       | niet geplaatst       | niet geplaatst |

Vrouwen
| atlete      | onderdeel | voorronde            | eerste ronde         | tweede ronde         | derde ronde          | vierde ronde         | kwartfinale          | halve finale         | finale / BM          | finale / BM    |
| atlete      | onderdeel | tegenstander uitslag | tegenstander uitslag | tegenstander uitslag | tegenstander uitslag | tegenstander uitslag | tegenstander uitslag | tegenstander uitslag | tegenstander uitslag | rang           |
| ----------- | --------- | -------------------- | -------------------- | -------------------- | -------------------- | -------------------- | -------------------- | -------------------- | -------------------- | -------------- |
| Fadwa Garci | enkelspel | Batmönkh V 1 - 4     | niet geplaatst       | niet geplaatst       | niet geplaatst       | niet geplaatst       | niet geplaatst       | niet geplaatst       | niet geplaatst       | niet geplaatst |

### Tennis
Vrouwen
| atlete     | onderdeel | eerste ronde         | tweede ronde         | derde ronde          | kwartfinale          | halve finale         | finale / BM          | finale / BM    |
| atlete     | onderdeel | tegenstander uitslag | tegenstander uitslag | tegenstander uitslag | tegenstander uitslag | tegenstander uitslag | tegenstander uitslag | rang           |
| ---------- | --------- | -------------------- | -------------------- | -------------------- | -------------------- | -------------------- | -------------------- | -------------- |
| Ons Jabeur | enkelspel | Suárez V 4-6, 1-6    | niet geplaatst       | niet geplaatst       | niet geplaatst       | niet geplaatst       | niet geplaatst       | niet geplaatst |

### Volleybal

#### Zaalvolleybal
Mannen
| Atleten | Discipline | Resultaat  | Prestatie |
| --- | ---------- | ---------- | --------- |
| Ahmed Kadhi Khaled Ben Slimene Mohamed Ali Ben Othmen Miladi Elyes Karamosli Omar Agrebi Hamza Nagga Ismaïl Moalla Mehdi Ben Cheikh Selim Mbareki Wassim Ben Tara Aymen Bouguerra Saddem Hmissi | zaal       | groepsfase | zie onder |

| # | Ploeg            | Punten | Wedstrijden | Wedstrijden | Wedstrijden | Sets | Sets | Sets  |
| # | Ploeg            | Punten | G           | W           | V           | W    | V    | Ratio |
| - | ---------------- | ------ | ----------- | ----------- | ----------- | ---- | ---- | ----- |
| 1 | Russische ploeg  | 12     | 5           | 4           | 1           | 13   | 5    | +8    |
| 2 | Brazilië         | 10     | 5           | 4           | 1           | 12   | 8    | +4    |
| 3 | Argentinië       | 8      | 5           | 3           | 2           | 12   | 10   | +2    |
| 4 | Frankrijk        | 8      | 5           | 2           | 3           | 10   | 10   | 0     |
| 5 | Verenigde Staten | 6      | 5           | 2           | 3           | 8    | 10   | -2    |
| 6 | Tunesië          | 1      | 5           | 0           | 5           | 3    | 15   | -12   |

| Ronde           | Datum          | Lokale tijd    | MEZT             | Land           | Score          | Land           |
| --------------- | -------------- | -------------- | ---------------- | -------------- | -------------- | -------------- |
| Groepsfase      |                |                |                  |                |                |                |
| 24 juli 2021    | 12:00          | 05:00          | Brazilië         | 3 - 0          | Tunesië        |                |
| 26 juli 2021    | 16:25          | 09:25          | Frankrijk        | 3 - 0          | Tunesië        |                |
| 28 juli 2021    | 11:05          | 04:05          | Verenigde Staten | 3 - 1          | Tunesië        |                |
| 30 juli 2021    | 16:30          | 09:30          | Argentinië       | 3 - 2          | Tunesië        |                |
| 1 augustus 2021 | 14:25          | 07:25          | Russische ploeg  | 3 - 0          | Tunesië        |                |
|                 |                |                |                  |                |                |                |
| Kwartfinale     | niet geplaatst | niet geplaatst | niet geplaatst   | niet geplaatst | niet geplaatst | niet geplaatst |
|                 |                |                |                  |                |                |                |
| Halve finale    | niet geplaatst | niet geplaatst | niet geplaatst   | niet geplaatst | niet geplaatst | niet geplaatst |
|                 |                |                |                  |                |                |                |
| Finale          | niet geplaatst | niet geplaatst | niet geplaatst   | niet geplaatst | niet geplaatst | niet geplaatst |

### Worstelen

#### Grieks-Romeins
Mannen
| atleet          | onderdeel | eerste ronde         | kwartfinale          | halve finale         | herkansing           | finale / BM          | finale / BM |
| atleet          | onderdeel | tegenstander uitslag | tegenstander uitslag | tegenstander uitslag | tegenstander uitslag | tegenstander uitslag | rang        |
| --------------- | --------- | -------------------- | -------------------- | -------------------- | -------------------- | -------------------- | ----------- |
| Souleymen Nasr  | −67 kg    | Al-Obaidi V 1 - 3    | niet geplaatst       | niet geplaatst       | niet geplaatst       | niet geplaatst       | 15          |
| Lamjed Maafi    | −77 kg    | Machmoedov V 0 - 4   | niet geplaatst       | niet geplaatst       | niet geplaatst       | niet geplaatst       | 13          |
| Haykel Achouri  | −97 kg    | Michalik V 0 - 4     | niet geplaatst       | niet geplaatst       | niet geplaatst       | niet geplaatst       | 16          |
| Amine Guennichi | −130 kg   | Acosta V 1 - 3       | niet geplaatst       | niet geplaatst       | niet geplaatst       | niet geplaatst       | 11          |

#### Vrije stijl
Mannen
| atleet            | onderdeel | eerste ronde         | kwartfinale          | halve finale         | herkansing           | finale / BM          | finale / BM |
| atleet            | onderdeel | tegenstander uitslag | tegenstander uitslag | tegenstander uitslag | tegenstander uitslag | tegenstander uitslag | rang        |
| ----------------- | --------- | -------------------- | -------------------- | -------------------- | -------------------- | -------------------- | ----------- |
| Haithem Dakhlaoui | −65 kg    | Ghiasi V 1 - 3       | niet geplaatst       | niet geplaatst       | niet geplaatst       | niet geplaatst       | 13          |
| Mohamed Saadaoui  | −97 kg    | Nurov V 0 - 3        | niet geplaatst       | niet geplaatst       | niet geplaatst       | niet geplaatst       | 15          |

Vrouwen
| atlete         | onderdeel | eerste ronde         | kwartfinale          | halve finale         | herkansing           | finale / BM          | finale / BM |
| atlete         | onderdeel | tegenstander uitslag | tegenstander uitslag | tegenstander uitslag | tegenstander uitslag | tegenstander uitslag | rang        |
| -------------- | --------- | -------------------- | -------------------- | -------------------- | -------------------- | -------------------- | ----------- |
| Sarra Hamdi    | −50 kg    | Bisla W 3 - 1        | Stadnik V 0 - 4      | niet geplaatst       | niet geplaatst       | niet geplaatst       | 9           |
| Siwar Bousetta | −57 kg    | Kit V 0 - 5          | niet geplaatst       | niet geplaatst       | niet geplaatst       | niet geplaatst       | 15          |
| Marwa Amri     | −62 kg    | Johansson V 1 - 3    | niet geplaatst       | niet geplaatst       | niet geplaatst       | niet geplaatst       | 15          |
| Zaineb Sghaier | −76 kg    | Gray V0 - 5          | niet geplaatst       | niet geplaatst       | Adar V 0 - 2         | niet geplaatst       | 16          |

### Zeilen
Vrouwen
| atlete                      | onderdeel | race | race             | race             | race             | race             | race             | race | race | race | race | race | race | race           | netto punten | eindnotering |
| atlete                      | onderdeel | 1    | 2                | 3                | 4                | 5                | 6                | 7    | 8    | 9    | 10   | 11   | 12   | M              | netto punten | eindnotering |
| --------------------------- | --------- | ---- | ---------------- | ---------------- | ---------------- | ---------------- | ---------------- | ---- | ---- | ---- | ---- | ---- | ---- | -------------- | ------------ | ------------ |
| Eya Guezguez Sarra Guezguez | 49erFX    | DNF  | niet deelgenomen | niet deelgenomen | niet deelgenomen | niet deelgenomen | niet deelgenomen | UFD  | 20   | 20   | 21   | 20   | 21   | niet geplaatst | 234          | 21           |

Gemengd
| atlete                    | onderdeel | race | race | race | race | race | race | race | race | race | race | race | race | race           | netto punten | eindnotering |
| atlete                    | onderdeel | 1    | 2    | 3    | 4    | 5    | 6    | 7    | 8    | 9    | 10   | 11   | 12   | M              | netto punten | eindnotering |
| ------------------------- | --------- | ---- | ---- | ---- | ---- | ---- | ---- | ---- | ---- | ---- | ---- | ---- | ---- | -------------- | ------------ | ------------ |
| Mehdi Gharbi Rania Rahali | nacra 17  | 19   | 20   | 20   | 20   | 20   | DNF  | 20   | 19   | 20   | DNF  | 20   | 20   | niet geplaatst | 219          | 20           |

### Zwemmen
Mannen
| atleet           | onderdeel        | series  | series | halve finale | halve finale | finale         | finale         |
| atleet           | onderdeel        | tijd    | rang   | tijd         | rang         | tijd           | rang           |
| ---------------- | ---------------- | ------- | ------ | ------------ | ------------ | -------------- | -------------- |
| Ahmed Hafnaoui   | 400 m vrije slag | 3.45,68 | 8 Q    | n.v.t.       | n.v.t.       | 3.43,36        | Goud           |
| Ahmed Hafnaoui   | 800 m vrije slag | 7.49,14 | 10     | n.v.t.       | n.v.t.       | niet geplaatst | niet geplaatst |
| Oussama Mellouli | 10km open water  | n.v.t.  | n.v.t. | n.v.t.       | n.v.t.       | 1.56.33,3      | 20             |